# Phrasenstrukturgrammatik
Eine Phrasenstrukturgrammatik (englisch phrase structure grammar) ist in der Linguistik ein Grammatikformalismus, der die Struktur eines Satzes schrittweise in immer kleinere zusammenhängende Einheiten zerlegt, also in Phrasen oder, allgemeiner, in Konstituenten. Insofern erhält man hier allgemein gesprochen Darstellungen vom Typ einer Konstituentengrammatik. 
Die linguistischen Phrasenstrukturgrammatiken verwenden Konzepte aus der theoretischen Informatik; wesentlich ist das Konzept der Produktionsregeln. Phrasenstrukturgrammatiken sind somit Erzeugungsgrammatiken („generative Grammatiken“), und so enthält auch die Generative Grammatik in der Tradition Noam Chomskys eine Phrasenstrukturgrammatik als eine wesentliche Komponente (neben syntaktischen Transformationen).
Einen Gegenentwurf zur Phrasenstrukturgrammatik bzw. Konstituentengrammatik stellt die Dependenzgrammatik dar.

## Phrasenstrukturgrammatik und Phrasenstrukturregeln
Eine Phrasenstrukturgrammatik ist ein System von Produktionsregeln, mit denen die hierarchische Strukturierung in den Bestandteilen eines Satzes (vor allem Phrasen und einzelne Wörter) hergeleitet werden kann. Diese Produktionsregeln werden daher als Phrasenstrukturregeln bezeichnet. Die Herleitung einer Struktur läuft grundsätzlich nach folgendem Schema ab:
A → B C
Formal gesprochen legt diese Regel fest: Symbol A wird durch die Symbole B und C ersetzt. Das Schema ist also eine Ersetzungsregel (engl. rewrite rule). Die inhaltliche Deutung ist dann, dass damit ein sprachlicher Ausdruck A in seine Bestandteile B und C zerlegt wird. In der linguistischen Anwendung treten also für die obigen Symbole A, B und C Bezeichnungen für bestimmte Typen von Satzteilen ein. Durch schrittweise weitere Anwendung desselben Verfahrens auf die Produkte der Regel (also hier B und C), können dann ganze Sätze mit verschachtelter Struktur erzeugt werden (es handelt sich um ein rekursives Verfahren):
S → NP VP
NP → D N
D → das
N → Kind
VP → V NP
V → trinkt
NP → D N
D → eine
N → Kola
Die erste Zeile oben besagt: Der Satz S gliedert sich in eine Nominalphrase (NP) und eine Verbalphrase (VP). Im Beispiel besteht die NP sodann aus einem Determinierer (D) und einem Nomen (N). Die VP besteht im Beispiel aus einem Verb (V) und einer weiteren NP; hier wird also ein transitives Verb dargestellt. Am Ende stehen Ersetzungsregeln, die auf konkrete Wörter zulaufen. Mit den Produktionsregeln kann man so den Satz erzeugen: Das Kind trinkt eine Kola. 
In der Sprachwissenschaft versteht man unter Phrasenstrukturgrammatiken daher Grammatiken, die aus Regeln dieses Typs bestehen. Man kann die Struktur des Satzes mit dem folgenden Baumdiagramm darstellen; der Baum zeigt die Ableitungsgeschichte (Derivation) des Satzes, also welche Phrasenstrukturregeln in welcher Abfolge konkret benutzt worden sind:
Dieser Baum zeigt somit auch den Aufbau eines Satzes aus Phrasen und deren weitere Zerlegung bis zu den kleinsten Bestandteilen, normalerweise den Wörtern. Dieser Prozess spielt sich nach dem Prinzip der Konstituenz ab, das auch Grundlage der IC-Analyse ist (immediate constituent analysis).

## Phrasenstrukturgrammatik in der Generativen Grammatik und Weiterentwicklungen
Die Phrasenstrukturgrammatik ist Teil der Generativen Grammatik, die vor allem auf Publikationen von Noam Chomsky zurückgeht. Grundidee der Generativen Grammatik ist, ein Modell der sprachlichen Kompetenz eines Sprechers einer Sprache zu entwerfen. Zur sprachlichen Kompetenz eines Sprechers gehört das unterbewusste Wissen einer begrenzten Zahl von grammatischen Regeln, die festlegen, wie sprachliche Äußerungen aufgebaut, interpretiert und ausgesprochen werden. Ziel der frühen Modelle der Generativen Grammatik war es, dieses Regelsystem zu beschreiben, mit einem Fokus auf syntaktische Regeln, also den Regeln für den Satzbau.
Die Generative Grammatik nach Noam Chomsky hat mehrere Entwicklungsphasen durchlaufen. In den 1960er und 1970er Jahren war der Fokus der Generativen Grammatik darauf, möglichst umfassend ein System von Phrasenstrukturregeln zusammenzustellen, mit dem der Aufbau grammatischer Strukturen beschrieben werden kann. In den 1970er Jahren reifte die Erkenntnis, dass nicht alle syntaktischen Strukturen durch Phrasenstrukturregeln beschrieben werden können. Zum Beispiel war es nicht möglich, die Beziehungen zwischen Aktiv- und Passivsätzen oder Aussagesätzen und Fragen ausschließlich durch Phrasenstrukturregeln zu beschreiben. Deshalb sind in späteren Versionen in den 1970er Jahren Transformationen zusätzlich zu den Phrasenstrukturregeln eingeführt worden (Generative Transformationsgrammatik).
In späteren Versionen der Generativen Grammatik wurde zwar weiter mit Phrasenstrukturregeln gearbeitet, aber diese Regeln wurden stark verändert: In der Rektions- und Bindungstheorie, der Version der Generativen Grammatik der 1980er Jahre, wurde die Phrasenstrukturgrammatik durch die X-Bar-Theorie ersetzt. Transformationen werden nur noch von einer Regel beschrieben, move α.
Grammatiktheorien, die Mechanismen vom Typ der Phrasenstrukturen weiter ausarbeiten, anstatt sich auf Transformationen zu stützen, sind die Generalized Phrase Structure Grammar, Head-driven Phrase Structure Grammar und Lexikalisch-funktionale Grammatik.

## Phrasenstrukturregeln in der Informatik
Noam Chomsky definierte die Phrasenstrukturgrammatik formal als eine Menge von Produktionsregeln (= Phrasenstrukturregeln) über einem Alphabet und einer Menge von Anfangs-Zeichenketten für den Einbau linguistischer Elemente an jeder Stelle einer bestehenden Kette. Die von Chomsky in seine eigene Grammatiktheorie eingebauten Produktionsregeln schränkte Chomsky so ein, dass in einem Ersetzungschritt nur genau ein Symbol einer Zeichenkette ersetzt und dabei nicht gelöscht werden darf. Durch diese Einschränkung entsprechen die Phrasenstrukturgrammatiken den kontextsensitiven Grammatiken. Die Produktionsregeln sind im Sinne der Chomsky-Hierarchie kontextsensitiv, üblicherweise sogar kontextfrei. Entsprechend werden manchmal auch in der theoretischen Informatik Typ-1- und Typ-2-Grammatiken (also kontextsensitive und kontextfreie) als Phrasenstrukturgrammatiken angesehen. Andere Autoren verstehen aber unter Phrasenstrukturgrammatiken alle uneingeschränkten formalen Grammatiken.